# Karl Uno Ingard
Karl Uno Ingard (Gotenburg, 21 februari 1921 - Kittery (Maine), 21 augustus 2014) door de Amerikanen ook wel aangeduid met K. Uno Ingard was een Zweedse ingenieur en fysicus, die belangrijke bijdragen heeft geleverd aan de experimentele en theoretische akoestiek. Verder is hij werkzaam geweest op het gebied van de plasmafysica, de vloeistofmechanica en de magnetohydrodynamica. Hij was lid van het fysica departement van MIT van 1952 tot 1991. Fellow van de Acoustical Society of America.

## Loopbaan
Na zijn middelbare studies aan de 'Tekniska Gymnasiet' in Gotenburg begon hij in 1940 zijn ingenieursopleiding aan de Technische Universiteit Chalmers en behaalde in 1944 het diploma van technisch ingenieur. Met het oog op het behalen van de graad van licentiaat Technologie zette hij zijn studies voort aan dezelfde universiteit. Het was rond die tijd dat  Per Vilhelm Brüel, de oprichter van de firma Brüel&Kjær, bezig was met het inrichten van een laboratorium voor akoestiek in Chalmers.   Het was in dit laboratorium dat Ingard zijn levenslange belangstelling voor de akoestiek ontwikkelde. Hij ontwierp er een grafische geluidsniveau recorder, die nadien door Brüel&Kjær gecommercialiseerd werd. Niettegenstaande zijn positie als leidinggevende van het laboratorium zou hij, met het oog op het behalen van zijn doctorsgraad, toch opteren voor het MIT en daar waren twee redenen voor. Op de eerste plaats had hij tijdens zijn studies een levendige correspondentie onderhouden met Philip Morse die bij het MIT werkte en twee werken over fysica had geschreven. En ten tweede wist hij dat er bij het MIT een groot onderzoekslaboratorium voor akoestiek was opgericht.  Hij zette alles in het werk om door MIT aanvaard te worden en vroeg daarom ook een studiebeurs aan die elk jaar door een Amerikaans-Zweedse stichting werd verleend.  Met zijn thesis Scattering and Absorption by Acoustics Resonators, die grotendeels op het experiment gericht was, behaalde hij in 1950 zijn doctorsgraad in de fysica aan het MIT en werd er aangesteld als assistent-professor. In 1991 ging hij met pensioen als professor fysica en aeronautica/astronautica.

## Gepubliceerde Boeken
- INTRODUCTION TO MECHANICS, MATTER AND WAVES, K. Uno Ingard en William L. Kraushaar, Addison-Wesley Pub. Co., 1960
- LINEAR ACOUSTIC THEORY, Philip Morse en K. Uno Ingard, Akustik I Series: Handbuch der Physik, ISBN 978-3-642-45958-0, Springer Berlin Heidelberg, 1961 , Uitgegeven door S. Flügge, vol. 3 / 11 / 1, pp. 1–128
- THEORETICAL ACOUSTICS, Philip Morse en K. Uno Ingard, Princeton University, Princeton  Press. 1987, ISBN 0-691-08425-4
- FUNDAMENTALS OF WAVES AND OSCILLATIONS, Cambridge University Press, New York, 1988.
- ACOUSTICS (Physics), K. Uno Ingard, Jones & Bartlett Publishers, 28 mei 2008, ISBN 1934015083
- NOISE REDUCTION ANALYSIS, K. Uno Ingard, Firewall/ISP/Laxmi Publications Ltd., New Delhi (2010), ISBN 9380298439